# Friendship (Maine)
Friendship è un comune degli Stati Uniti d'America, situato nello Stato del Maine, nella contea di Knox.